# Egle
Egle (lat. Aegle), rod korisnog drveća iz porodice rutovki (Rutaceae). Postoje dvije vrste, jedna na Indijskom potkontinentu (A. marmelos) i jedna na Filipinima (A. decandra)
Rod je opisan 1800., tipična vrsta je A. marmelos, stablo visine do 10 metara.

## Vrste
1. Aegle decandra Fern.-Vill.
2. Aegle marmelos (L.) Corrêa

## Sinonimi
- Belou Adans.
- Bilacus Rumph. ex Kuntze